# Yellow Banana
Yellow Banana (caratteri cinesi: 黄色香蕉; pinyin: huángsè xiāngjiāo) è il primo album studio del gruppo musicale cinese Hang on the Box, pubblicato 27 aprile 2001 in Giappone dall'etichetta discografica Sister Benten Online, e poi ripubblicato il 1º settembre 2002 in Cina dall'etichetta Scream Records (嚎叫唱片) di Pechino.

## Tracce
1. Yellow Banana – 2:03
2. No Sexy – 2:34
3. Motorcycle Boy – 2:41
4. Your Everything Kills Me – 4:06
5. For Some Stupid Cunts at BBS – 3:36
6. You Lost Your Everything But is Not My Fault – 3:31
7. Kill Your Belly – 1:21
8. Bitch – 2:16
9. 20 Fish and 20 B – 3:04
10. Heroin and Cocaine – 2:13
11. Oo Oo – 2:50
12. Asshole I'm Not Your Baby – 3:08
13. Red Comet – 3:21